# 荒谷栞
荒谷 栞（あらたに しおり、1998年9月22日 - ）は、日本の元女子バレーボール選手。

## 来歴
東京都品川区出身。4人兄弟の長女（兄、妹、弟がいる）。小学3年生のとき、祖母の勧めでバレーボールを始めた。
共栄学園中学校を経て、共栄学園高等学校に進学した。
2014年10月11〜19日にタイのナコンラチャシマで開催された第10回アジアユース選手権大会の代表メンバーに選出。全7試合にスターティングメンバーとして出場し、日本チームの優勝に大きく貢献した。
2015年8月7〜16日に渡ってペルーのリマで開催された第14回世界ユース女子選手権大会の代表メンバーに選出。全8試合にスターティングメンバーとして出場。最終的な順位は9位に終わった。
2016年7月23〜31日に渡ってタイのナコンラチャシマで開催された第18回アジアジュニア女子選手権大会の代表メンバーに選出。全7試合中5試合にスターティングメンバーとして出場。日本チームの2位入賞に貢献した。
2017年1月4〜8日に渡って東京体育館で開催された第69回全日本高等学校選手権大会に共栄学園高等学校（東京代表）のキャプテンとして出場。熊本信愛女学院高等学校、近江高等学校、敬愛学園高等学校との第1〜3回戦にストレートで勝利するも、後の金蘭会高等学校戦でストレートの敗北を喫し、最終結果は準々決勝敗退に終わった。

### NECレッドロケッツ 時代
2017年1月16日、NECレッドロケッツへの入団内定が発表された。
2017年5月、神戸市で開催された世界クラブ選手権初戦のネスレ・オザスコ戦第3セットにリリーフサーバーとして出場。バックアタックで1得点をあげ、シニア国際大会デビューを果たした。
2017年7月14日、メキシコのベラクルス州コルドバおよびボカ・デル・リオで開催された第19回世界ジュニア女子選手権大会の代表メンバー12名に選出。全8試合中7試合にスターティングメンバーとして出場し、日本チームの3位入賞に貢献した。
2017年10月21日、Vプレミアリーグ開幕戦の久光製薬スプリングス戦にスタメン出場し2得点をあげ、Vプレミアリーグデビューを果たした。
2018年3月19日、2018年度の日本代表メンバーに選出された。荒谷の日本代表選出はこれが初
2018年7月11〜18日に渡ってカザフスタンのオスケメンで開催される2018アジアクラブ選手権大会に日本を代表しNECレッドロケッツが出場。日本チームの2位入賞に貢献した。
2018年9月16〜23日に渡ってタイのナコンラチャシマで開催された第6回アジアカップの代表メンバー14名に選出。荒谷はチームキャプテンを務め、全5試合中4試合にスターティングメンバーとして出場。日本チームの2位入賞に大きく貢献。
2019年8月3〜10日に渡ってベトナムのクアンナム省で開催された第16回 国際女子バレーボール大会VTVカップ2019にNECレッドロケッツが出場。ベストミドルブロッカー賞を獲得する活躍を見せ、ユニバーシアード代表チームが出場し優勝した2017年大会以来2年ぶりとなる日本チームの優勝に貢献した。
2020年5月8日、NECレッドロケッツからの退団が発表された。

### ヴィクトリーナ姫路 時代
2020年7月13日、ヴィクトリーナ姫路への移籍入団が発表された。
2021年10月15日、滋賀県立体育館で開催されたV.LEAGUE DIVISION1 開幕戦（東レアローズ戦）の第1セット途中に左足を負傷。荒谷は膝を抱えたまま起き上がることができない状態となり退場。翌日に行われた試合でもベンチから外れた。同月22日に診断結果が「左膝前十字靭帯断裂」および「半月板損傷」であることが発表された。
2021-22シーズンは、試合に出られない中でも副キャプテンとしてチームを支え、一度だけ感情的にチームに檄を飛ばしたことがあったと言う。キャプテンの貞包里穂は、荒谷が外から支えてくれているのが大きかったと話している。
2022-23シーズンよりチームのキャプテンを務める。前シーズンの怪我から完全復帰が出来てない状態でキャプテンに就任して良いのか悩んだが、このチームで勝ちたい気持ちが強くキャプテン就任を決断したと述べている。同シーズン、結局はリーグ戦の出場を果たせなかった。しかし、2023年5月2日、黒鷲旗全日本男女選抜大会にて古巣のNECレッドロケッツ戦で復帰を果たした。
2023-24シーズンより、背番号が11から6に変更となった。また、キャプテンは退任し、松本愛希穂が引き受けた。
2024年、ブレス浜松への期限付き移籍が発表された。
2025年3月、2024-25シーズン限りでの現役引退が発表された。同年6月に株式会社姫路ヴィクトリーナのアカデミー事業部スタッフに就任。

## 所属チーム
- 品川区立宮前小学校（三木Jr.VBC）[2]
- 共栄学園中学校（2011-2014年）[2]
- 共栄学園高等学校（2014-2017年）[2]
- NECレッドロケッツ #22→#16→#14（2017-2020年）
- ヴィクトリーナ姫路 #11（2020-2025年）
  - ブレス浜松#20（2024-2025年）

## 球歴
クラブ選手権 
- 2018年 アジアクラブ選手権大会：2位[21]

 ユース / ジュニア / U-23代表 
- 2014年 第10回アジアユース選手権大会：優勝[6]
- 2015年 第14回世界ユース選手権大会：9位[9]
- 2016年 第18回アジアジュニア選手権大会：2位[12]
- 2017年 第19回世界ジュニア選手権大会：3位[17]
- 2018年 第6回アジアカップ：2位[23]

日本代表（2018年） 

## 受賞歴
- 2019年 VTVカップ2019：ベストミドルブロッカー[24]

## 個人成績
V.LEAGUEの個人成績は下記の通り。
| 大会        | チーム      | 出場     | 出場        | アタック | アタック | アタック | アタック | バックアタック | バックアタック | バックアタック | バックアタック | アタック 決定本数 | ブロック | ブロック       | サーブ | サーブ         | サーブ   | サーブ | サーブ | サーブ   | サーブレシーブ | サーブレシーブ | サーブレシーブ | サーブレシーブ | 総得点      | 総得点      | 総得点   | 総得点      |
| ----------- | ----------- | -------- | ----------- | -------- | -------- | -------- | -------- | -------------- | -------------- | -------------- | -------------- | ----------------- | -------- | -------------- | ------ | -------------- | -------- | ------ | ------ | -------- | -------------- | -------------- | -------------- | -------------- | ----------- | ----------- | -------- | ----------- |
| 大会        | チーム      | 試 合 数 | セ ッ ト 数 | 打 数    | 得 点    | 失 点    | 決 定 率 | 打 数          | 得 点          | 失 点          | 決 定 率       | セ ッ ト 平 均    | 得 点    | セ ッ ト 平 均 | 打 数  | ノ 丨 タ ッ チ | エ 丨 ス | 失 点  | 効 果  | 効 果 率 | 受 数          | 成 功 ・ 優    | 成 功 ・ 良    | 成 功 率       | ア タ ッ ク | ブ ロ ッ ク | サ 丨 ブ | 得 点 合 計 |
| V1 2021-22  | 姫路        | 1        | 1           | 8        | 0        | 2        | 0.0      | 0              | 0              | 0              | -              | -                 | 0        | -              | 1      | 0              | 0        | 0      | 0      | 0.0      | 0              | 0              | 0              | -              | 0           | 0           | 0        | 0           |
| V1 2020-21  | 姫路        | 27       | 96          | 395      | 148      | 18       | 37.5     | 3              | 0              | 0              | 0.0            | 1.54              | 43       | 0.45           | 298    | 4              | 9        | 26     | 86     | 9.4      | 9              | 4              | 1              | 50.0           | 148         | 43          | 13       | 204         |
| V1 2019-20  | NEC         | 24       | 49          | 158      | 52       | 5        | 32.9     | 1              | 0              | 0              | 0.0            | 1.06              | 17       | 0.35           | 163    | 2              | 2        | 14     | 47     | 7.5      | 3              | 2              | 1              | 83.3           | 52          | 17          | 4        | 73          |
| V1 2018-19  | NEC         | 27       | 64          | 345      | 130      | 6        | 37.7     | 37             | 11             | 1              | 29.7           | 2.03              | 13       | 0.20           | 181    | 3              | 8        | 21     | 67     | 12.4     | 152            | 34             | 36             | 34.2           | 130         | 13          | 11       | 154         |
| V1 2017-18  | NEC         | 26       | 52          | 250      | 87       | 27       | 34.8     | 32             | 8              | 8              | 25.0           | 1.67              | 8        | 0.15           | 127    | 3              | 9        | 9      | 42     | 15.9     | 166            | 40             | 38             | 35.5           | 87          | 8           | 12       | 107         |
| 通算：4大会 | 通算：4大会 | 106      | 262         | 1156     | 417      | 58       | 36.1     | 73             | 19             | 9              | 26.0           | 1.59              | 81       | 0.31           | 770    | 12             | 28       | 70     | 242    | 10.8     | 330            | 80             | 76             | 35.8           | 417         | 81          | 40       | 538         |

## 出演
YouTube 
- V.LEAGUE『2021-22 #V1女子 チーム紹介 #ヴィクトリーナ姫路 編』（2021年9月18日）